# Las Piedras (Tabasco)
Las Piedras es una localidad del municipio de Huimanguillo ubicado en la subregión de la Chontalpa del estado mexicano de Tabasco.

## Geografía
La localidad de Las Piedras se sitúa en las coordenadas geográficas 18°04′16″N 93°52′26″O / 18.071111, -93.873889, a una elevación de 2 metros sobre el nivel del mar.

## Demografía
Según el Conteo de Población y Vivienda 2020, efectuado por el Instituto Nacional de Estadística y Geografía, la localidad de Las Piedras tiene 379 habitantes, de los cuales 191 son del sexo masculino y 188 del sexo femenino. Su tasa de fecundidad es de 2.68 hijos por mujer y tiene 108 viviendas particulares habitadas.
| Gráfica de evolución demográfica de Las Piedras entre 1980 y 2020 |
|                                                                   |
| INEGI.                                                            |